# فورسا (فنلاند)
فورسا (فنلاند) (به لاتین: Forssa) یک شهرک و شهرستان در فنلاند است که در تاواستیای اصلی واقع شده‌است.

## خواهرخوانده
شهرهای سرپوخوف،گدلو و سودتلیا خواهرخوانده‌های فورسا (فنلاند) هستند.